# Tissahamia vescula
Tissahamia vescula is een spinnensoort uit de familie trilspinnen (Pholcidae). De soort komt voor in Maleisië. 